# بيير-إتيان فورتين
بيير-إتيان فورتين هو سياسي كندي، ولد في 14 ديسمبر 1823 في Verchères ‏ في كندا، وتوفي في 15 يونيو 1888 في لا بريري في كندا. نشط حزبياً في حزب كندا المحافظ. وقد انتخب عضو الجمعية الوطنية في كيبك ‏ وانتخب عضو مجلس الشيوخ الكندي ‏ وانتخب رئيس الجمعية الوطنية في كيبك ‏.